# Lobelioideae
Die Lobelioideae sind eine der fünf Unterfamilien der Glockenblumengewächse (Campanulaceae). Sie sind fast weltweit verbreitet, mit Verbreitungsschwerpunkt in den Tropen, vor allem Südamerikas.

## Merkmale

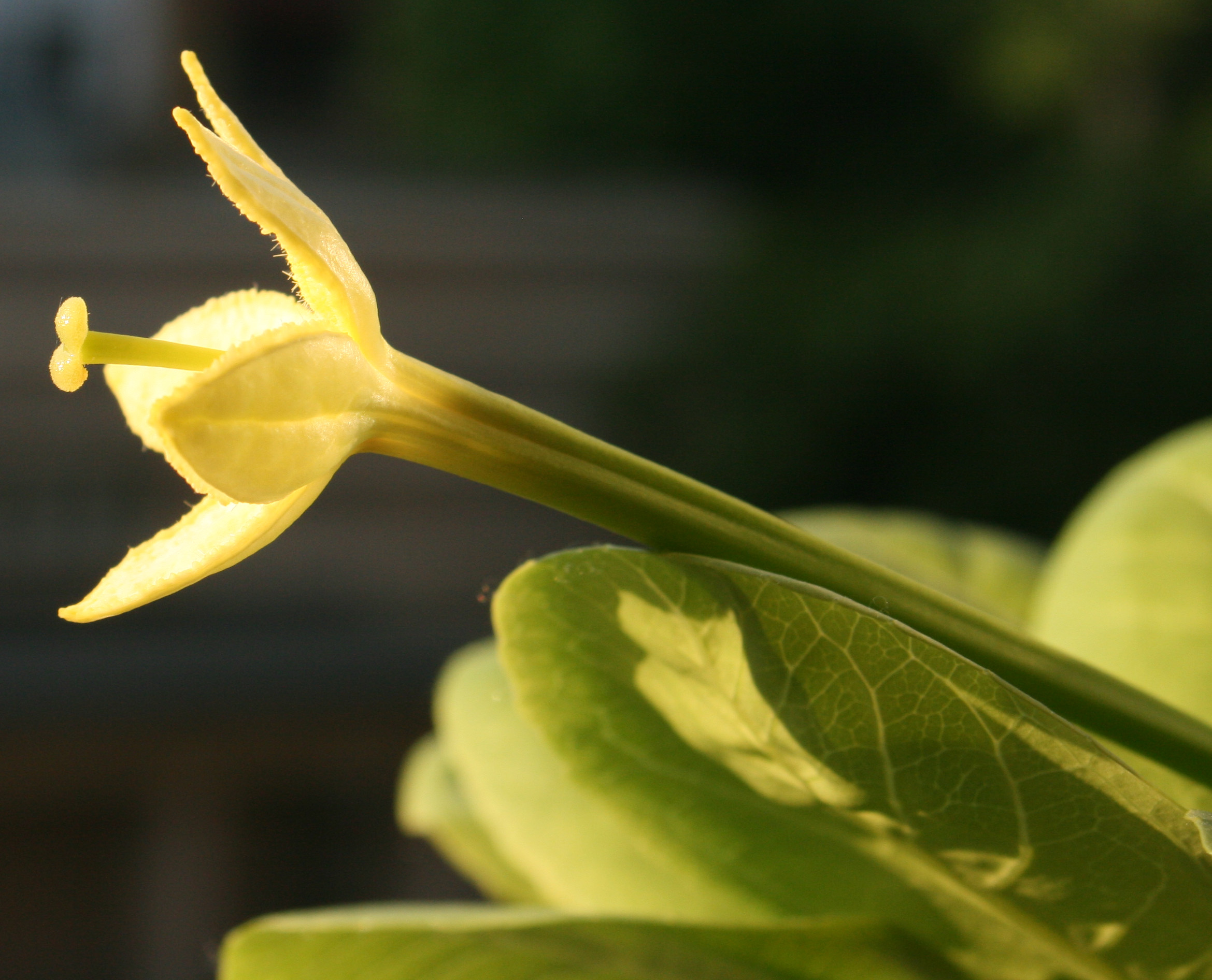
Blüte von Brighamia insignis

Lobelioideae sind überwiegend krautige Pflanzen, einige Arten sind Einjährige, verholzende Lianen oder Sträucher, selten baumartig bis 15 Meter Höhe. Die Blüten sind zygomorph, nicht selten durch Torsion des Blütenstiels gegenüber der Knospenlage gedreht (resupinat). Sie sitzen in traubigen, endständigen Blütenständen oder einzeln in der Achsel von Tragblättern. Die Blütenkrone wird gebildet aus fünf verwachsenen Kronblättern, meist mit zwei oberen (dorsalen) und drei unteren (ventralen) Kronzipfeln, gelegentlich auch alle fünf Kronzipfel in ventraler Position. Sie bilden eine enge, meist etwas schief stehende Blütenröhre. Auch die Staubfäden und Staubbeutel der Staubblätter sind miteinander zu einer Röhre verwachsen, manchmal auch mit der Kronröhre. Die Pollen werden mit einem Pumpmechanismus an das Ende der Kronröhre befördert, indem sie erst, in der Röhre, aus den Staubbeuteln freigesetzt werden und dann vom wachsenden Griffel nach oben befördert; ähnlich wie bei den Blüten der Asteraceae und vermutlich konvergent dazu entstanden, aber ganz anders als bei den Glockenblumen im engeren Sinne (der Unterfamilie Campanuloideae). Der nicht gepaarte, fünfte Kelchzipfel befindet sich in ventraler Position (im ungedrehten Zustand). Der Fruchtknoten ist meist unterständig, selten mittelständig, in der Regel zweikammerig mit zentraler Plazentation. Als Frucht wird eine Kapsel, selten eine Beere, gebildet.

## Verbreitung
Die Lobelioideae sind nahezu weltweit verbreitet. Verbreitungslücken bestehen in Zentralasien, in Teilen des Nahen Ostens. Verbreitungszentrum mit etwa der Hälfte der Arten ist Südamerika. Es wird aber vermutet, dass die Unterfamilie in Südafrika entstanden ist.

## Systematik

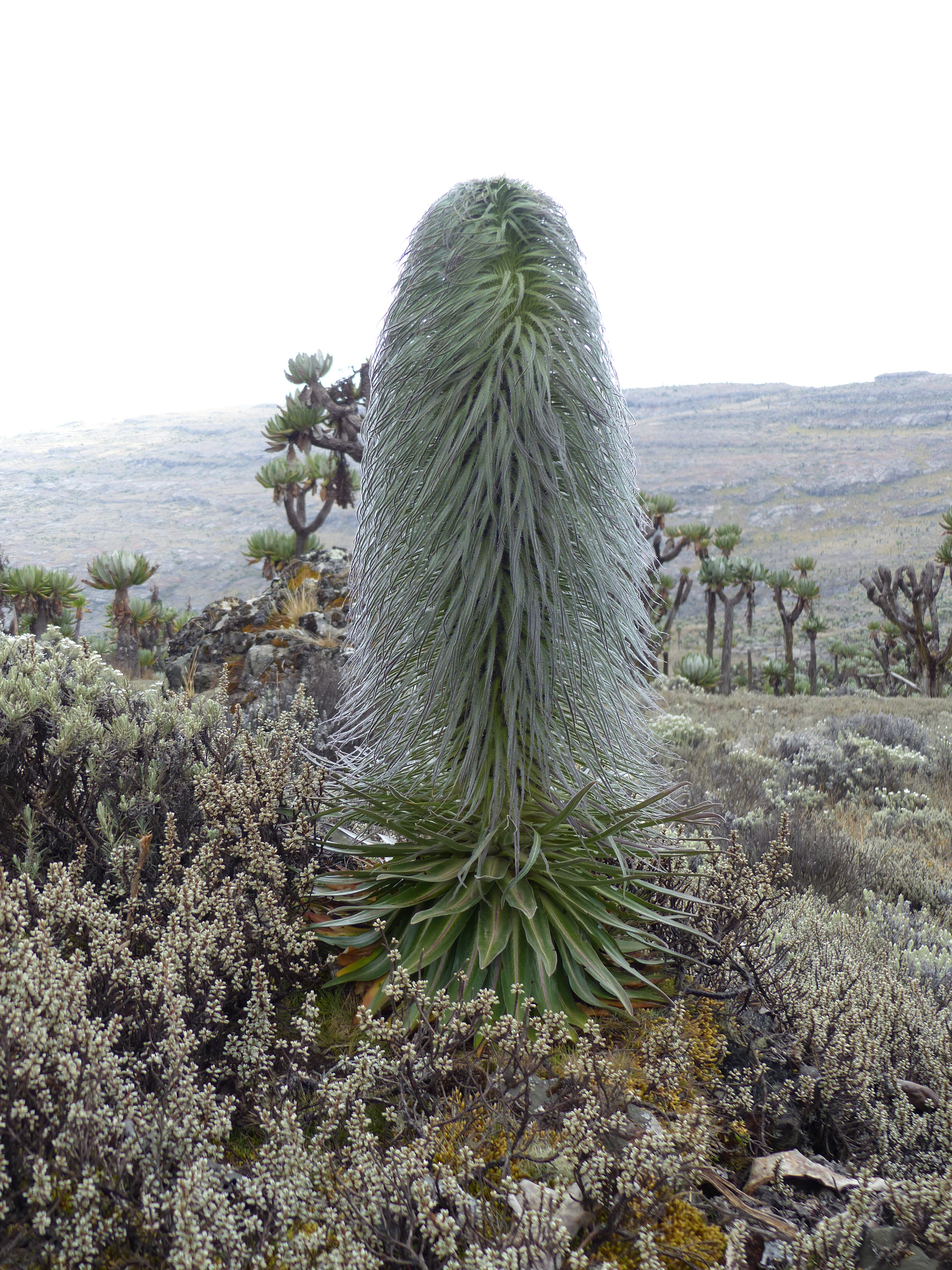
Lobelia elgonensis

Die Gliederung der Glockenblumengewächse im weiteren Sinne ist zwischen verschiedenen Botanikern umstritten. Während die meisten, Thomas G. Lammers folgend, eine weit gefasste Familie mit fünf Unterfamilien bevorzugen, unterscheiden andere, Eric B. Knox folgend, stattdessen fünf enger gefasste Familien. Folgt man dieser Auffassung, wären die Lobelioideae, wie hier dargestellt, stattdessen die Familie Lobeliaceae. Hier wird, wie auch im System der APG III, eine weitgefasste Familie Campanulaceae mit fünf Unterfamilien dargestellt. Über die Phylogenie der Sippen besteht dabei kein Meinungsunterschied, lediglich im Rang wird differenziert. Nach gemeinsamer Auffassung sind die Lobelioideae Schwestergruppe der Nemacladoideae (im Familienrang Nemacladaceae genannt), einer in Nordamerika verbreiteten Gruppe. Die traditionelle Gliederung der Unterfamilie in Triben wurde durch genetische Untersuchungen nicht unterstützt, ein neues abgesichertes System ist noch nicht etabliert.
Die Unterfamilie umfasst circa 1200 Arten in etwa 30 Gattungen, sie ist damit die artenreichste der Glockenblumengewächse.
Die Unterfamilie umfasst etwa die folgenden Gattungen (Stand: 2008):
- Lobelia L.; mehr als 400 Arten, weltweit verbreitet
- Siphocampylus Pohl; mehr als 230 Arten (Halbsträucher, Sträucher, Lianen), Südamerika, Mittelamerika, Karibik
- Centropogon C. Presl; mehr als 220 Arten (Halbsträucher, Sträucher, Lianen), Südamerika, Mittelamerika, Karibik
- Burmeistera Triana; etwas mehr als 100 Arten (Halbsträucher, Sträucher, Lianen); Mittelamerika, Südamerika (Anden)
- Cyanea Gaudich.; 77 Arten (davon 10 ausgestorben), Hawaii-Inseln
- Lysipomia Kunth; 30 Arten (ausdauernde Kräuter, Polsterpflanzen), Anden
- Clermontia Gaudich.; 22 Arten, Hawaii-Inseln
- Monopsis Salisb.; 15 Arten (ausdauernde oder einjährige Kräuter), Afrika
- Isotoma (R. Br.) Lindl.; 14 Arten (ein- oder zweijährige Kräuter), Australien und Neuseeland
- Downingia Torr.; 13 Arten (Einjährige), westliches Nordamerika
- Delissea Gaudich.; 10 Arten (Bäume oder Sträucher), Hawaii-Inseln
- Wimmerella L. Serra M. B. Crespo & Lammers; 10 Arten (ausdauernde oder einjährige Kräuter), Südafrika
- Sclerotheca A. DC.; 6 Arten (Sträucher oder kleine Bäume), Polynesien
- Solenopsis C. Presl; 5 oder 6 Arten (ausdauernde oder einjährige Kräuter), Mittelmeerregion
- Dialypetalum Benth.; 5 Arten (Kräuter und Sträucher), Madagaskar
- Diastatea Scheidw.; 5 Arten (Einjährige), Süd- und Mittelamerika
- Apetahia Baill.; 4 Arten, Polynesien
- Ruthiella Steenis; 4 Arten (Einjährige), Neuguinea
- Trematolobelia Zahlbr.; 4 Arten (monokarpe Schopfbäumchen), Hawaii-Inseln
- Brighamia A. Gray; 2 Arten (monokarpe Schopfbäumchen), Hawaii-Inseln
- Dielsantha E. Wimm.; 1 Art Dielsantha galeopsoides, Westafrika
- Grammatotheca C. Presl; 1 Art Grammatotheca bergiana, Australien und Südafrika (vermutlich in die Gattung Lobelia einzubeziehen)
- Heterotoma Zucc.; 1 Art Heterotoma lobelioides, Mittelamerika, bis Mexiko
- Hippobroma G. Don; 1 Art Hippobroma longiflora, ursprünglich Karibik, heute pantropisch
- Howellia A. Gray; 1 Art Howellia aquatilis (aquatisch, Einjährige), westliches Nordamerika
- Legenere McVaugh; 1 Art (aquatisch, Einjährige) Legenere valdiviana, (westliches) Nord- und (südliches) Südamerika
- Palmerella A. Gray; 1 Art Palmerella debilis, westliches Nordamerika
- Porterella Torr.; 1 Art Porterella carnosula, westliches Nordamerika
- Unigenes E. Wimm.; 1 Art Unigenes humifusa, Südafrika

Eine Reihe der bisher unterschiedenen Gattungen ist nach genetischen Daten nicht monophyletisch, Änderungen sind daher zu erwarten.